# High Tide
High Tide – brytyjski zespół utworzony w 1969, grający rocka progresywnego z elementami celtyckiego folku. Powstał z inicjatywy Tony’ego Hilla i Simona House’a jako eksperyment mający na celu odkrycie nowego brzmienia.
Zespół wydał dwa albumy: Sea Shanties (1969) i High Tide. Grupa rozpadła się w 1970 roku. W 1989 Tony Hill i najpierw Simon House, a potem Peter Pavli ponownie połączyli siły i wydali następne albumy: Sinister Morning w 1989, A Fierce Nature i The Flood w 1990 (wszystkie 3 albumy to stary materiał wydany po raz pierwszy), Ancient Gates w 1990 (nowy materiał) i A Reason of Success w 1992 (stary materiał). Muzycy ponownie zeszli się w 2001 roku i od tego czasu nagrali 4 płyty: Open Season (2001), Interesting Times (2004), Precious Cargo (2004) i Play Me Reggae (2007).

## Styl
Muzyka grupy charakteryzowała się długimi, hipnotycznymi improwizacjami, w których gitarowe wariacje przeplatała się z grą skrzypiec. Klimat jej utworów to mroczny surrealizm, pełen patetycznych obrazów przyrody oraz odniesień do doświadczeń mistycznych. Choć High Tide do końca działalności pozostał projektem podziemia artystycznego, wytworzył on unikalne, ciężkie brzmienie, określane przez muzyków jako proto-metal albo „dark sound”. Ważną rolę odegrały tu inspiracje muzyką ludową Wysp Brytyjskich.

## Historia
High Tide utworzony został w 1969 roku przez Tony’ego Hilla, Simona House’a, Petera Pavli i Rogera Haddena.
Autor Allmusic, Wilson Neate, stwierdził o tej grupie: „High Tide miał muskularność solidnego proto-metalowego zespołu, ale zapuszczał się również na terytorium progresywne ze zmieniającymi się metrum i tempa, miękko-twardą dynamiką, wieloczęściowym aranżacjami, a nawet niektóre ozdobne przerywniki w stylu barokowym”.
High Tide dokonali swoich pierwszych nagrań jako grupa towarzysząca na albumie Denny'ego Gerrarda Sinister Morning Gerrard odwdzięczył się produkując ich pierwszy album Sea Shanties, który został wydany w październiku 1969 roku. Choć spotkał się z pogardliwą recenzją w Melody Maker, recenzje w prasie podziemnej były ogólnie pozytywne, a sprzedaż była wystarczająca, aby przekonać Liberty do dania zielonego światła dla drugiego albumu.
Drugi album zatytułowany po prostu High Tide został wydany w następnym roku. Trzeci album był nagrywany w 1970 roku, jednak Roger Hadden, który cierpiał na chroniczną niestabilność psychiczną i depresję od czasu przed dołączeniem do High Tide, miał załamanie psychiczne i był hospitalizowany zanim album mógł zostać ukończony. Nie mogąc kontynuować bez Haddena, grupa rozpadła się.
W późnych latach 70. Hill i House nagrali Interesting Times jako duet, grając na zmianę na basie i używając automatu perkusyjnego, aby zastąpić Rogera Haddena. Album zawierał duże użycie syntezatorów, które w pewnym stopniu wyparły skrzypce House'a. Album został pierwotnie wydany jako kaseta wysyłkowa, a następnie wydany na winylu i CD w 1989 i 1990 roku.
Jakiekolwiek możliwości dalszych nagrań z tej częściowej reaktywacji zostały rozwiane, gdy House ponownie dołączył do Hawkwind w 1990 roku. Jednakże, za namową perkusisty Drachena Theakera, Hill wydał do końca następnego roku aż pięć albumów pod szyldem High Tide, zaczynając od dwóch płyt z materiałem retrospektywnym, a kończąc na trzech albumach nagranych przez zupełnie nowy zespół.
Pierwsze retrospektywne wydawnictwo Precious Cargo składa się z sesji nagranych w 1970 roku przez oryginalną grupę, ale ich dokładny charakter nie został sprecyzowany. Jedna piosenka, "The Great Universal Protection Racket" (błędnie oznaczona na albumie jako "Exploration"), została nagrana na Sea Shanties, ale nie została wydana ze względu na brak miejsca. Żadna z pozostałych sześciu piosenek nie została użyta we wcześniejszych nagraniach.
Drugi retrospektywny album The Flood jest zbiorem demówek różnego pochodzenia. Zawiera cztery dema nagrane przez oryginalny High Tide na krótko przed ich rozpadem, sześć dem nagranych w 1971 i 1976 roku przez Tony'ego Hilla i Petera Pavli z innymi muzykami, oraz solowe demo Petera Pavli z 1979 roku.
Nowy zespół, który nagrał pozostałe albumy High Tide składał się z Tony'ego Hilla (gitary i bas), Dave'a Tomlina (skrzypce i bas) oraz Drachena Theakera (perkusja), choć wielu muzyków udzielało się również gościnnie, w tym Peter Pavli i Simon House. Odchodząc od zwartych, złożonych kompozycji, które były podstawą oryginalnego High Tide, nowe albumy zespołu Ancient Gates i The Reason of Success składały się niemal wyłącznie z długich improwizowanych występów z niewielką lub żadną kompozycyjną podstawą. Pomiędzy tymi dwoma albumami ukazał się A Fierce Nature. Tony Hill napisał wszystkie utwory na A Fierce Nature i zagrał na nich wszystko oprócz perkusji.
W 2000 roku ukazał się dwupłytowy album kompilacyjny Open Season. Jednakże, z wyjątkiem nowego solowego utworu Tony'ego Hilla, nowego solowego utworu Petera Pavli oraz krótkiego utworu z Ancient Gates, zawartość została w całości zaczerpnięta z The Flood i The Reason of Success.
Utwory "Futilist's Lament" i "Blankman Cries Again" znalazły się na wydanym w 2004 roku przez United Artists Records reedycyjnym samplerze All Good Clean Fun (Liberty 8660902), choć High Tide nie pojawił się na oryginalnym wydaniu z 1971 roku.

## Dyskografia

### Albumy studyjne
- Sea Shanties (1969)
- High Tide (1970)
- Interesting Times (1989)
- Precious Cargo (1990)
- The Flood (1990)
- A Fierce Nature (1990)
- Ancient Gates (1990)
- The Reason of Success (1990)

### Kompilacje
- Open Season (2000)